# Attentat de Quetta (2019)
Le 12 avril 2019 à Quetta au Baloutchistan, un kamikaze lié à l'État islamique a déclenché son gilet explosif au milieu de chiites duodécimains, l'attaque a fait 22 morts, dont deux militaires.  
Le Lashkar-e-Jhangvi a aussi revendiquée la responsabilité de l'attaque, mais en raison des liens profonds entre les deux organisations, toutes les deux très vigoureusement opposées au chiisme, une collaboration à l'occasion de l'attaque est très plausible.

## Déroulement
Le 12 avril 2019, un membre de l'État islamique s'est fait exploser dans le marché de Quetta, uniquement fréquenté par des Hazaras chiites, persécutés dans la région à cause de leur religion chiite.
Un survivant a rapporté que l'explosion était si puissante que l'air était rempli de fumée noire et que les gens étaient incapables de s'entendre. 22 personnes dont deux soldats ainsi que le kamikaze ont été tuées.

## Revendication
Quelques heures après seulement, le chef du groupe Lashkar-e-Jhangvi a revendiqué l'attaque et a averti que d'autres attaques contre des chiites était prévues.
Le porte-parole du groupe Qari Saifullah a déclaré à CNN : « Nous revendiquons la responsabilité de l'attaque à Quetta, nous avons ciblé la communauté Hazara ». Ce n'est pas la première attaque du groupe contre des chiites dans la région. De nombreux attentats ont été commis par le groupe par exemple les attentats de Quetta, les attentats d'Achoura ou l'attentat du marché de Quetta.
L'État islamique a également revendiqué la responsabilité de cette attaque, puis a publié une photographie du kamikaze devant le drapeau noir et blanc de l'EI ainsi que le nom de l'assaillant.